# Villa Sjöstigen

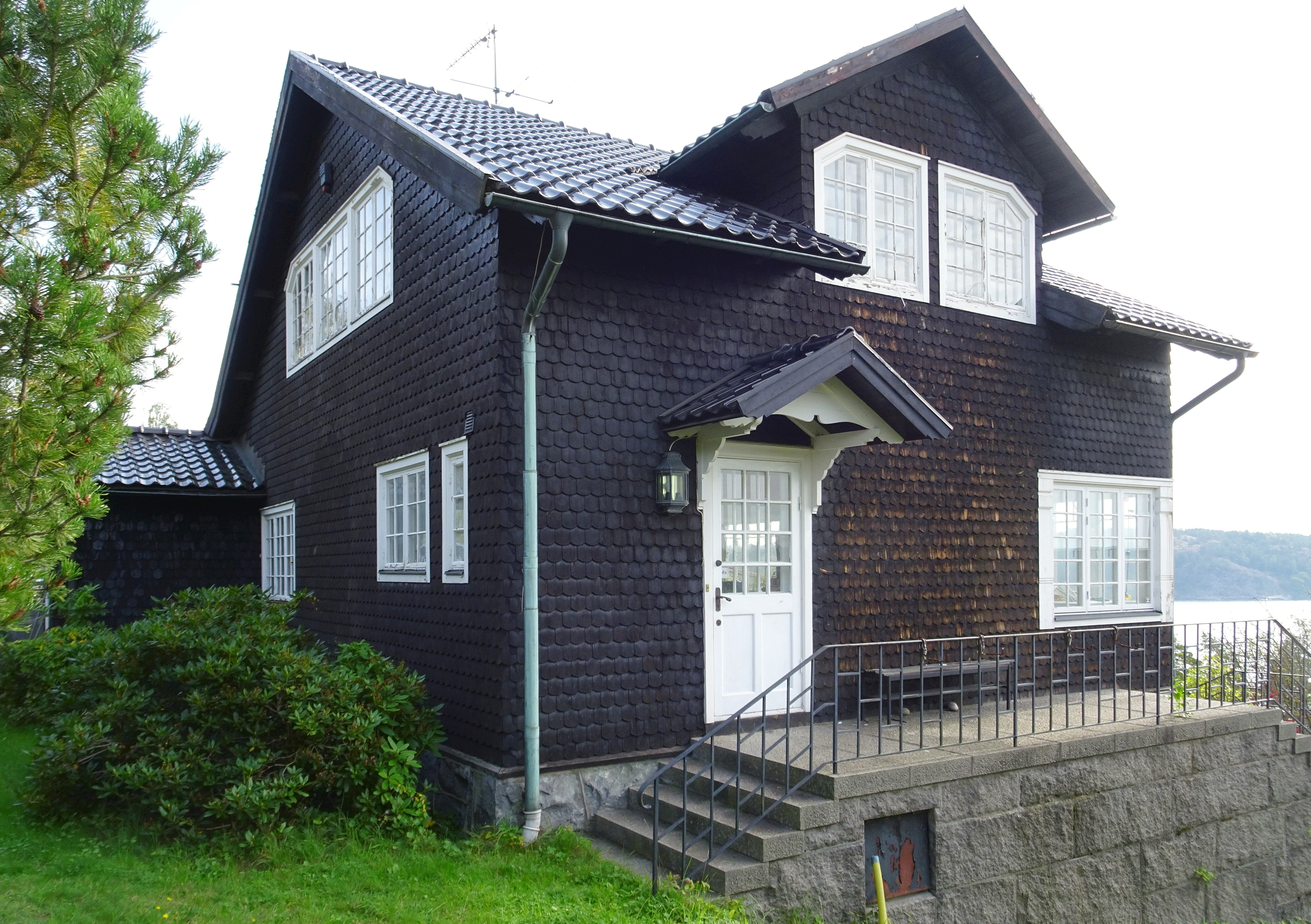
Villa Sjöstigen, Lidingö 2021.

Villa Sjöstigen är en kulturhistoriskt intressant byggnad vid Sjöstigen 4 i kommundelen Brevik i Lidingö kommun, Stockholms län. Huset ritades 1911 av arkitekt Ferdinand Boberg och skulle fungera som experimentvilla för lågkostnads-sommarboende.

## Historik
Ferdinand Boberg engagerades i början av 1900-talet som rådgivare i arkitekturfrågor när villastäder började uppföras i Saltsjö-Duvnäs och Lidingö. I samband med detta uppdrag anlitades han även att för Fastighets AB Lidingö-Brevik utveckla en prototyp för en lågkostnadsvilla. Det enda kända exemplaret av denna byggnadstyp uppfördes 1911 vid Sjöstigen 4 i bostadsområdet Högberga i Lidingö.
Villan placerades högst upp på en södersluttning med egen strandremsa vid Lilla Värtan. Dåvarande fastighetsbeteckningen Berget 4:3, idag Utsikten 24, illustrerar tomtens beskaffenhet och läge med vidsträckt utsikt över vattnet. Själva byggnaden gestaltade Boberg som en större "norsk fjällstuga" i 1½ våningar och hel källare samt utbyggd vind under ett sadeltak. Den höga källargrunden uppfördes av huggen granit och fasaderna kläddes med tjärad spån som gav byggnaden ett rustikt, nationalromantiskt yttre. Mot sjösidan fick huset flera stora småspröjsade fönster som bidrog till ett ljust och luftigt intryck av sommarvilla. Fönstersnickerierna och vindskivor var ursprungligen målade i röd kulör och fasaderna var betydligt ljusare. Det är numera ändrat till vit respektive mörkbrun. Därigenom förlorade huset den ursprungliga lättheten.

### Bilder

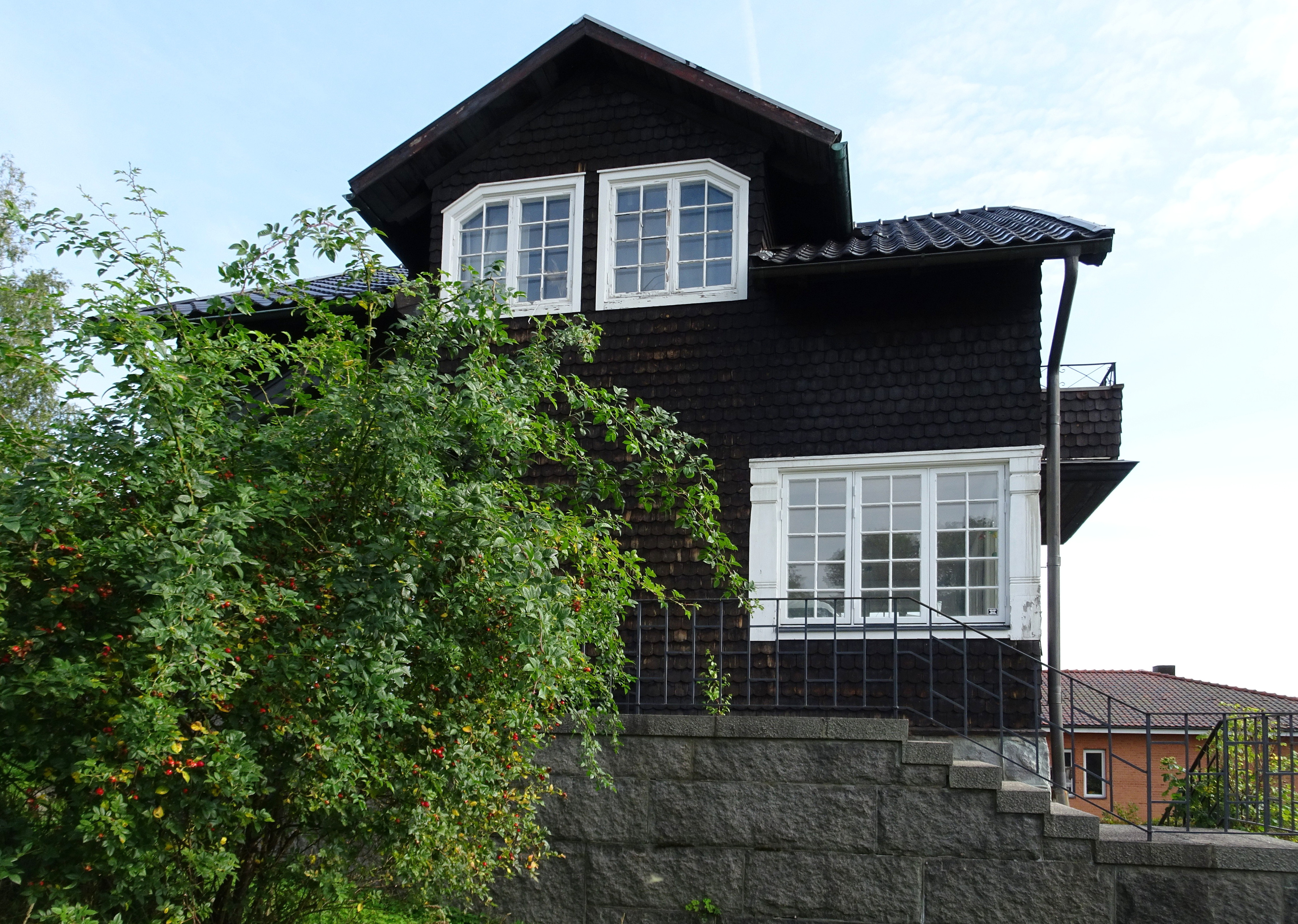
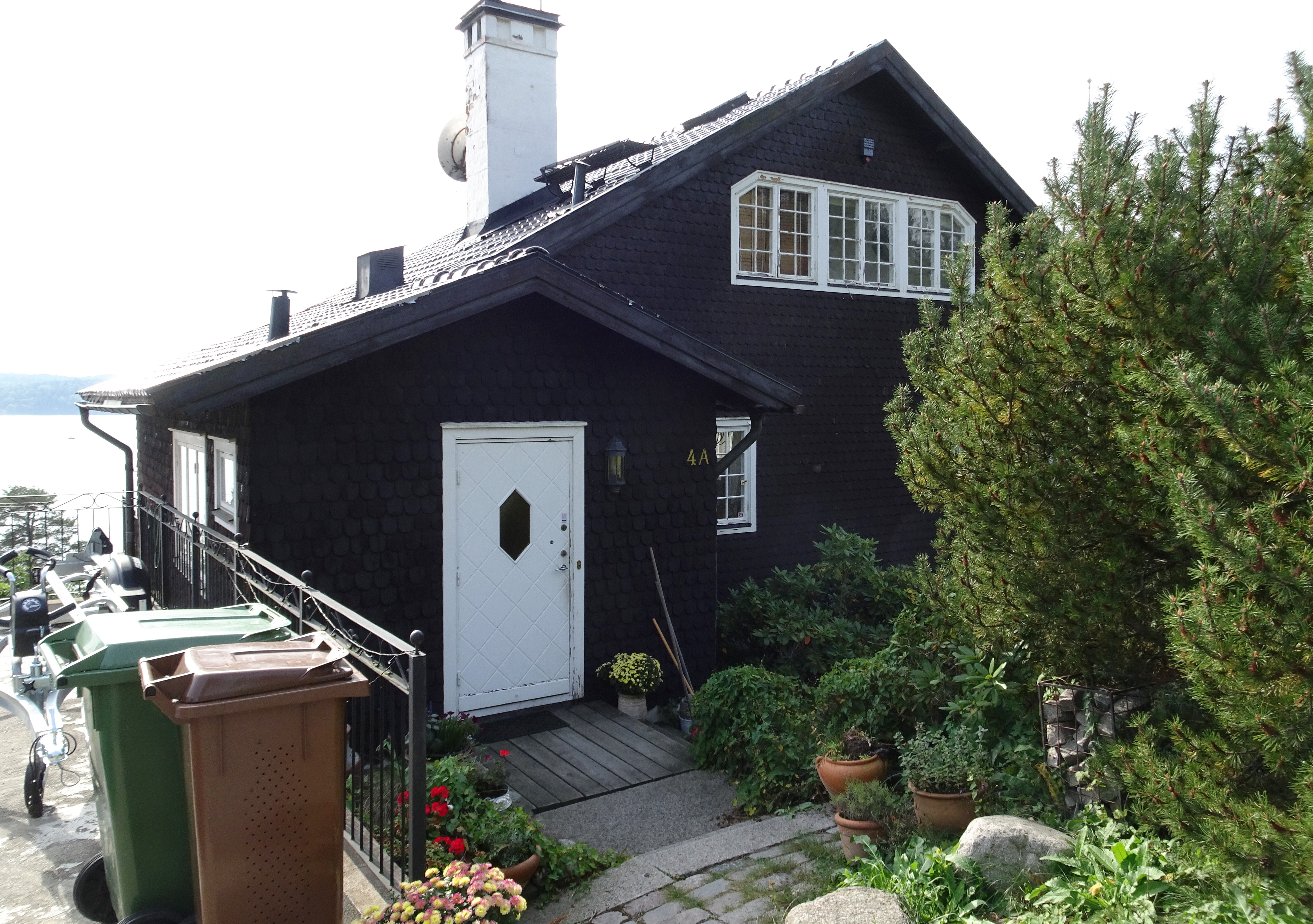
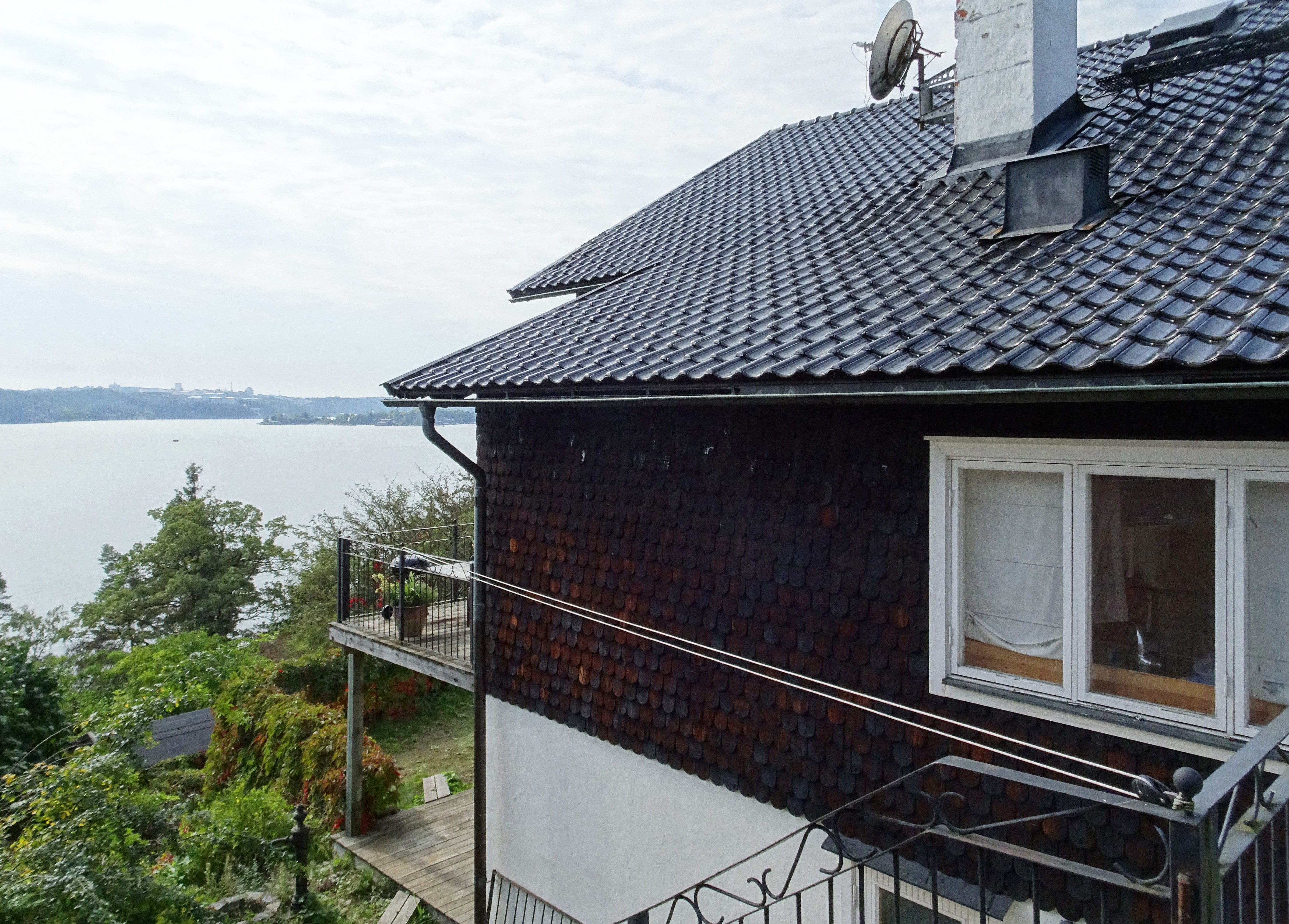
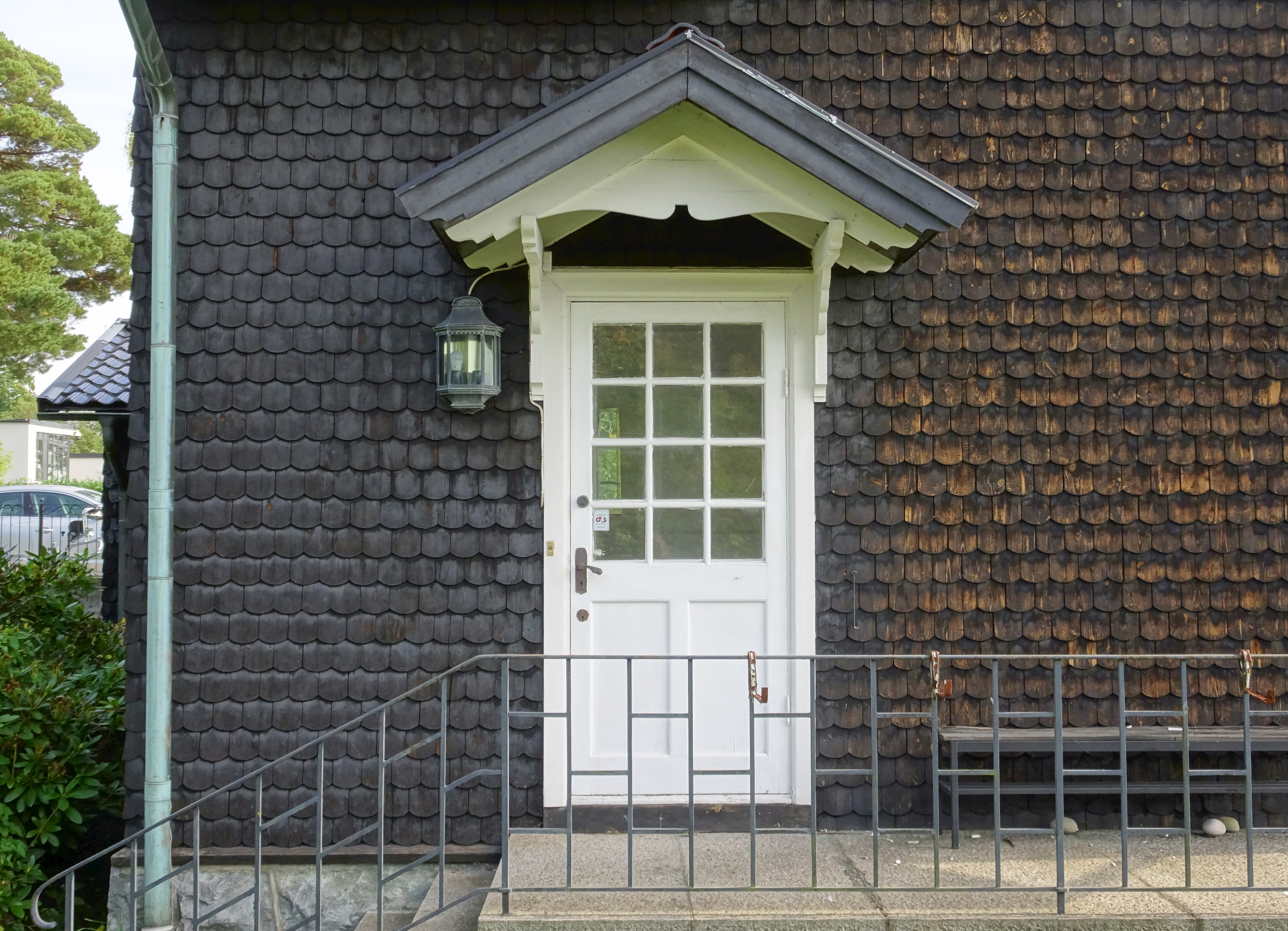

## Boberg i Brevik
I Lidingö-Brevik villastad var Ferdinand Boberg även delaktig i gestaltningen (tillsammans med arkitekt Bror Almquist) av Abeniuska villan som byggdes 1910 för villastadens grundare Allan Abenius. Boberg ritade 1912 också vänthallen i jugendstil på Breviks centralbrygga och ett större kallbadhus i anslutning till bryggan. En planarad restaurang utfördes dock inte. Efter bryggans byggnader existerar idag bara en ångbåtsväntsoffa med tak som står i Breviks hamn.

## Kulturhistoriskt intressanta villor i närheten
- Abeniuska villan, arkitekt Ferdinand Boberg och Bror Almquist
- Villa Brevik, arkitekt Jacob Gate
- Villa Ericsson, arkitekt Torsten Stubelius och Sigurd Lewerentz
- Villa Fåhraeus, arkitekt Carl Westman
- Villa Högudden, arkitekt Erik Lundroth (ombyggnad)
- Villa Klippudden, arkitekt Otto Gripensvärd